# Grammoptera merkli
Grammoptera merkli là một loài bọ cánh cứng trong họ Cerambycidae.